# CONOR
CONOR是斯洛文尼亚对COBISS系统中个人和公司名称的规范控制，该系统启动于2003年。CONOR记录作者的个人姓名及相关变量、标签、注释等信息，这些信息在整个系统中被唯一指定。目前公司尚未纳入控制范围。CONOR每天进行更新以完成编目过程。
最初CONOR仅收录斯洛文尼亚作者，此后引入了部分美国国会图书馆的数据，目前约有60%的记录是由CONOR自身所创建。